# Inger Lise Solheim
Inger Lise Solheim-Engen (* 9. Februar 1960) ist eine ehemalige norwegische Judoka, die 1982 Weltmeisterschaftszweite war.

## Sportliche Karriere
Inger Lise Solheim war 1980 norwegische Meisterin im Mittelgewicht, der Gewichtsklasse bis 66 Kilogramm. Ab 1981 trat sie überwiegend im Halbmittelgewicht an, der Gewichtsklasse bis 61 Kilogramm, in der sie 1983 auch norwegische Meisterin wurde.
Ende 1982 fanden in Paris die Weltmeisterschaften statt, nach 1980 in New York die zweiten Frauen-Weltmeisterschaften. Solheim gewann ihre ersten vier Kämpfe, darunter das Halbfinale gegen die Belgierin Jeannine Peeters. Im Finale von Paris unterlag sie der Französin Martine Rottier. Heidi Andersen, die 1982 eine Bronzemedaille gewann, und Inger Lise Solheim sind bis heute (Stand 2020) die einzigen norwegischen Medaillengewinner bei Judo-Weltmeisterschaften.
Bei den Europameisterschaften 1983 in Genua unterlag Solheim im Achtelfinale der Deutschen Gabi Ritschel. Mit zwei Siegen in der Hoffnungsrunde erreichte sie den Kampf um Bronze, den sie gegen Martine Rottier verlor. In der offenen Klasse wurde sie Siebte. Ende 1983 erreichte sie beim Fukuoka Cup das Finale und unterlag dort der Deutschen Petra Wahnsiedler. Solheim nahm noch 1984 und 1987 an den Weltmeisterschaften teil, schied aber jeweils frühzeitig aus.